# 奧塞河

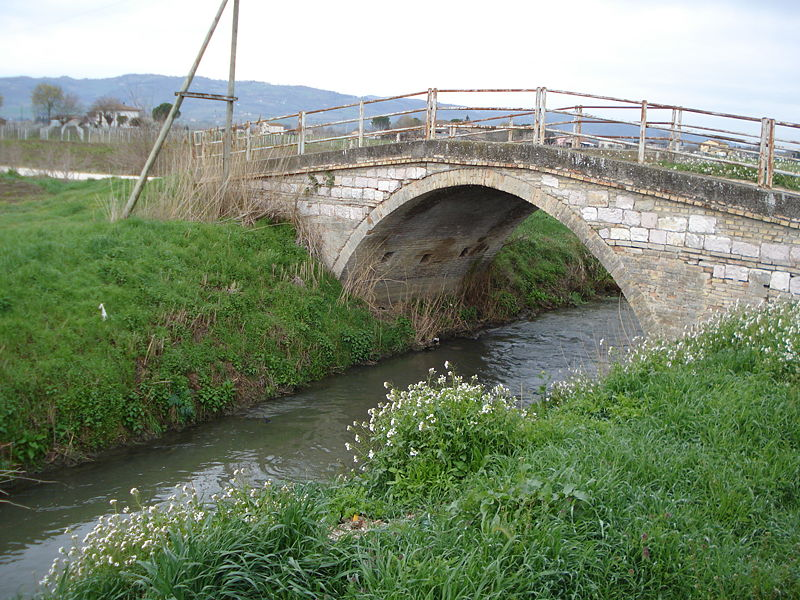

奧塞河是意大利的河流，位於該國中部翁布里亞，屬於托皮諾河的支流，河道全長10公里，平均流量每秒0.3立方米，發源自斯佩洛。
43°01′53″N 12°35′08″E / 43.031389°N 12.585556°E